# (4559) Strauss
(4559) Strauss es un asteroide perteneciente al cinturón de asteroides, descubierto el 11 de enero de 1989 por Freimut Börngen desde el Observatorio Karl Schwarzschild, en Tautenburg, Alemania.

## Designación y nombre
Designado provisionalmente como 1989 AP6. Fue nombrado Strauss en honor al compositor austríaco Johann Strauss (hijo).

## Características orbitales
Strauss está situado a una distancia media del Sol de 3,025 ua, pudiendo alejarse hasta 3,337 ua y acercarse hasta 2,713 ua. Su excentricidad es 0,103 y la inclinación orbital 11,12 grados. Emplea 1922 días en completar una órbita alrededor del Sol.

## Características físicas
La magnitud absoluta de Strauss es 12,3. Tiene 11,284 km de diámetro y su albedo se estima en 0,167.